# 国际素食联盟
国际素食联盟成立于1908年，其标志是在德累斯顿召开的世界素食者大会。
国际素食联盟是一个支持素食主义的非盈利性组织，其领导仅由素食者担任。每一个个人，家庭或组织，只要他赞同国际素食联盟的态度和观点，都可以是国际素食联盟的追随者，不管他是否是素食者。
国际素食联盟的目标是，促进全世界的素食主义。
为了实现这个目标，有如下的举措。
- 建立地区和国家性的组织，增进互相合作。

- 举办国家和地区性的会议，传播素食观念，创造素食者互相结识的机会。

- 为地区性的组织活动筹集资金。

- 促进与素食相关的各方面的研究，书籍以及其他一切形式的出版物。